# Ksamili

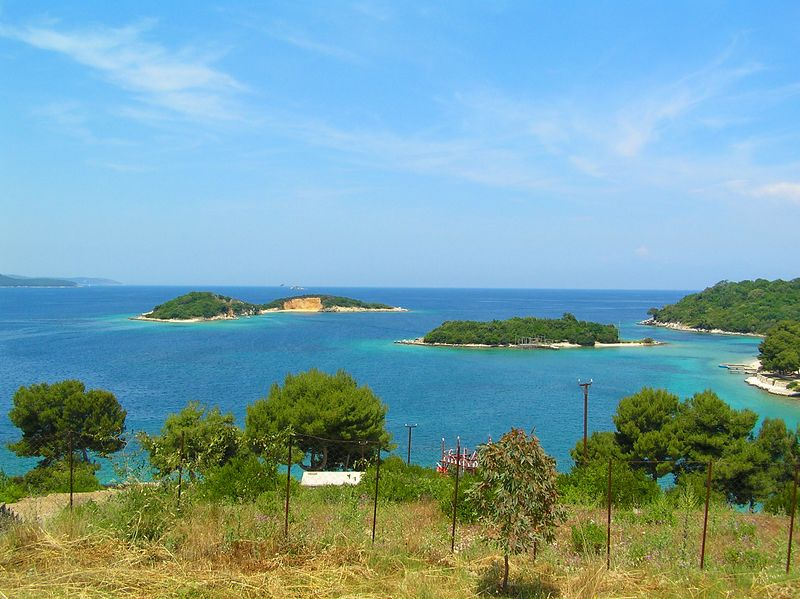
De små öarna utanför turistorten Ksamili.

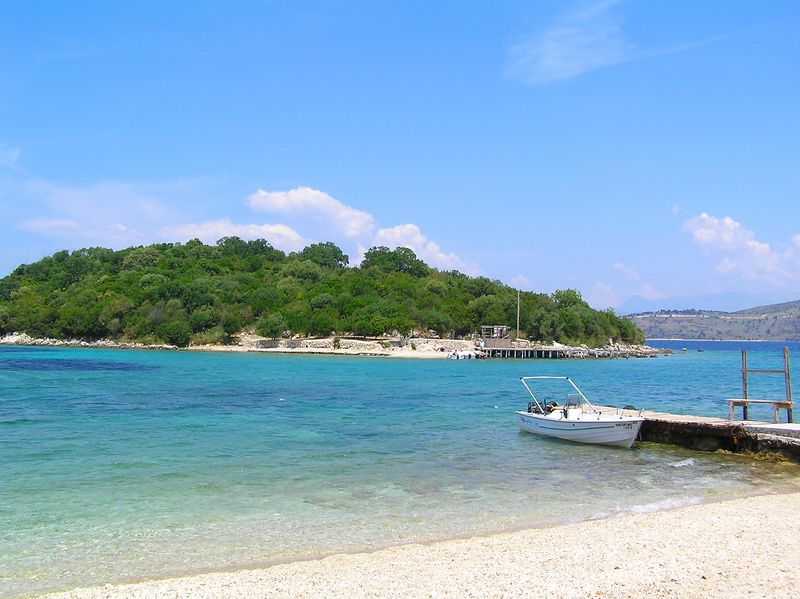
Strand i Ksamili.

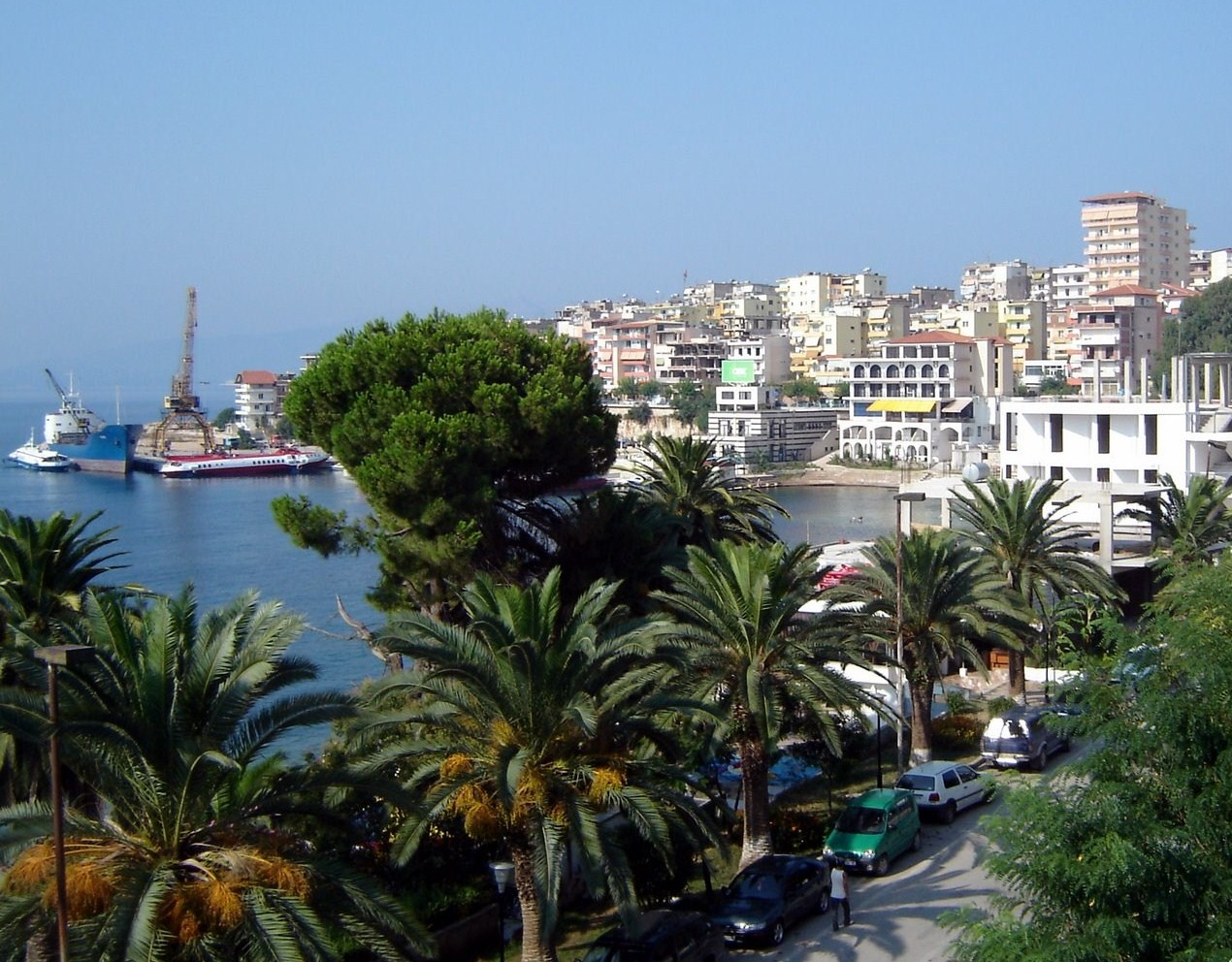
Saranda, ca. 15 km ifrån byn Ksamili.

Ksamili (albanska: Ksamil med böjningsformen Ksamili; grekiska: Εξαμίλιο, Eksamilio) är en ort i distriktet Saranda i Albanien, strax söder om staden Saranda på vägen till Butrint. Staden ligger i ett viktigt turistområde som är känt för sina kullar som sluttar ner mot Joniska havet och för de små öarna utanför kusten. I området odlas citrusfrukter och oliver. 
Den största attraktionen är Ksamiliöarna, där färska skaldjur restauranger är belägna och som lätt kan nås med båt från Korfu, Grekland. Stranden i Ksamili är bland de renaste i Albanien.